# Лаки Лучано
Чарльз «Лаки» Луча́но (англ. Charles «Lucky» Luciano, имя при рождении — Сальвато́ре Лука́ния (итал. Salvatore Lucania); 24 ноября 1897, Леркара-Фридди, Сицилия, Италия — 26 января 1962, Неаполь, Италия) — американский мафиози итальянского происхождения, один из лидеров организованной преступности в США. Не имел гражданства США, в 1946 году депортирован из страны.

## Биография

### Детство и юность
Родился 24 ноября 1897 года в Леркара-Фридди, на острове Сицилия. При рождении получил имя Сальваторе. Был третьим ребёнком в семье Антонио Лукания и Розалии Каппорелли; имел двух братьев и сестру.
В апреле 1909 года был увезён вместе с братьями и сестрой матерью в США, в Нью-Йорк — к отцу, жившему там с 1907 года. Семья обосновалась в иммигрантском гетто в Нижнем Ист-Сайде.
С подросткового возраста отличался криминальным поведением. В июне 1911 года, в возрасте 13 лет, был помещён в спецшколу для детей из неблагополучных семей, нарушающих социальные нормы. Выйдя из этого учреждения, поступил на службу курьером в мастерскую по изготовлению дамских шляп. Параллельно с этой работой стал наркокурьером.

### Первый арест
Пойман в июне 1916 года с поличным и 26 июня осуждён на 1 год тюремного заключения. Освобождён досрочно через шесть месяцев — за примерное поведение в тюрьме.
Выйдя из тюрьмы, решил стать профессиональным преступником.

### Преступная карьера
Посвятив себя уголовному ремеслу, в течение длительного времени занимался разнообразными видами криминальной деятельности: вымогательством, грабежами, контрабандой, торговлей наркотиками, организацией нелегальной проституции и игорного бизнеса. Прошёл путь от рядового гангстера в одной из группировок итальянской мафии в Нью-Йорке до руководителя её крупнейшего в США клана. Принимал активное участие в так называемых «гангстерских войнах»; во время одной из них в октябре 1929 года был похищен и избит до полусмерти членами конкурирующей бандитской группировки. После того как ему чудом удалось выжить, Сальваторе Лучано и получил сделавшую его всемирно знаменитым кличку «Счастливчик» (англ. Lucky).

### Во главе итальянской мафии в Нью-Йорке
В апреле 1931 года Лучано организовал убийство босса своего мафиозного клана — Джузеппе Массерии, которому до того служил на протяжении многих лет, заняв его место. Обладая большими организаторскими способностями, он начал реформировать преступный мир Нью-Йорка, перестраивая его «под себя». Лучано считал, что мафия в США должна строиться на тех же принципах, на каких строятся американские промышленные корпорации.
Организовал «Большую семёрку» — супертрест гангстеров по продаже спиртного. В качестве младших партнёров выступали «Нью-Йорк индепенденс» и «Независимые бутлегеры Нью-Йорка» — гангстерская группа Сигала — Лански и группы контрабандистов Нью-Йорка, Бостона, Род-Айленда и Атлантик-Сити.
Лучано пошёл на контакт с преступниками не итальянского происхождения, при этом не потеряв авторитет перед боссами других «семей». Это было революционное новшество того времени. Теперь на «Коза ностру» работали не только сицилийцы, но и те, в ком нуждалась эта организация. Гангстеры неитальянского происхождения работали на «Козу ностру», но не имели права вступить в её ряды и стать полноправными членами.
Лучано в большей мере, чем другие, уделял внимание бизнесу. Он осознал первым, что разделение труда увеличит эффективность мафии. Лучано был инициатором создания особого подразделения «Козы ностры» — «Корпорации убийств». По его рекомендации «Корпорацию убийств» возглавил Альберт Анастазия. Лучано также взял проституцию под свой контроль и стал сутенёром № 1. В Нью-Йорке ему принадлежало около 200 публичных домов. В 1935 году их совокупный доход оценивался в сумму около $20 млн, из них примерно $200 000 достались Лучано.
По неподтверждённым данным, он являлся организатором нескольких десятков убийств, причём все они произошли в один день. Так он избавился от конкурентов, став таким образом негласным хозяином Нью-Йорка.

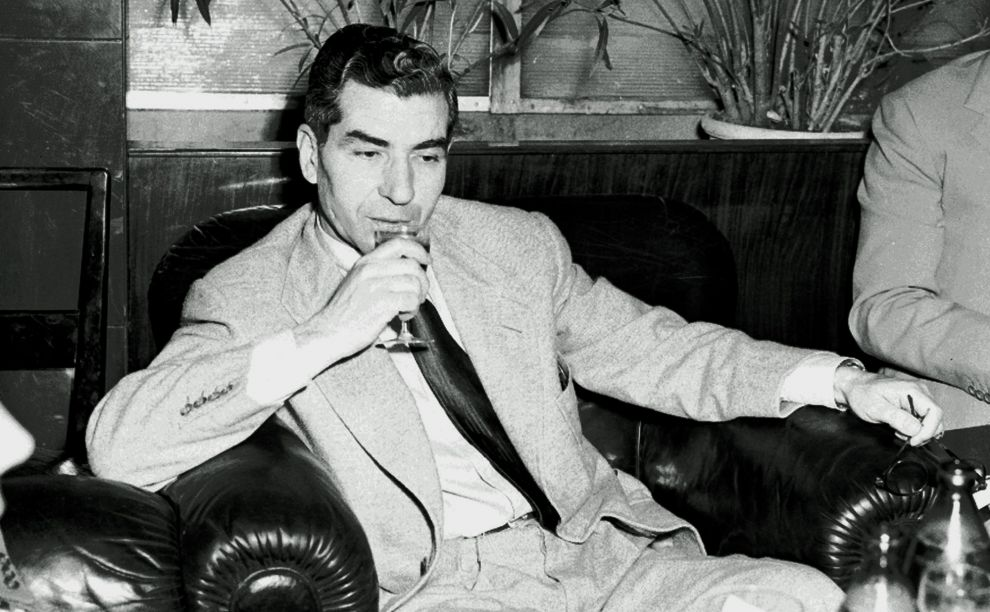
Лучано в 1948 году

В 1936 году прокурор штата Нью-Йорк Томас Дьюи предъявил Лучано обвинение в организации сети притонов и публичных домов и смог добиться его осуждения на срок от 30 до 50 лет.
В 1943 году Лучано по просьбе американского правительства и рекомендации Дьюи занялся организацией работы портов Нью-Йорка, оказывая тем самым помощь американским вооружённым силам в нейтрализации диверсантов и шпионов Третьего рейха.
После войны в 1946 году он был амнистирован с учётом его помощи в войне и выслан в Италию.
Дважды пытался вернуться в США, но неудачно. В 1962 году он был приглашён на съёмку документального фильма о мафии, но при встрече с режиссёром с ним случился инфаркт и он умер по пути в больницу. Лучано — один из немногих гангстеров, умерших своей смертью.

## Образ в популярной культуре

### Фильмы
- 1972 — «Бумаги Валачи» — Анджело Инфанти
- 1973 — «Лаки Лучано» — Джан Мария Волонте
- 1984 — «Клуб „Коттон“» — Джо Даллесандро
- 1991 — «Гангстеры» — Кристиан Слейтер
- 1991 — «Багси» — Билли Грэм
- 1991 — «Билли Батгейт» — Стэнли Туччи
- 1991 — «Таинственное убийство Тельмы Тодд» — Роберт Дави
- 1991 — «Бешеный пёс Колл» — Мэтт Сервитто
- 1991 — «Убрать Голландца» — Лео Донато
- 1993 — «Спец по оружию» — Билли Драго
- 1997 — «Гангстер» — Энди Гарсия
- 1999 — «Новый Дон» — Винс Корацца
- 1999 — «Крёстный Лански» — Пол Синкофф (в молодости) и Энтони Лапалья (в зрелости)
- 2001 — «Настоящие неприкасаемые» — Дэвид Виджано
- 2021 — «Мейер Лански» — Шэйн МакРей[англ.]

### Телесериалы
- 1960—1961 — «Свидетель» — Телли Савалас
- 1981 — «Гангстерские хроники» — Майкл Нури
- 2010—2014 — «Подпольная империя» — Винсент Пьяцца
- 2015 — «Рождение Мафии Нью-Йорк» — Рич Графф